# So Long Letty (film, 1920)
Pour les articles homonymes, voir So Long Letty.
Pour plus de détails, voir Fiche technique et Distribution.
So Long Letty est un film américain réalisé par Al Christie, sorti en 1920.

## Synopsis
Harry Miller n'a pas du tout la même manière de vivre que sa femme Grace, et il admire Letty, la femme de son voisin. Les deux maris envisagent de divorcer et d'échanger leurs femmes, mais quand elles les entendent évoquer ce sujet, elles vont se mettre d'accord pour leur proposer un échange platonique pendant une semaine. Comme elles sont encore amoureuses de leur mari respectif, elles leur mèneront une vie si dure qu'ils seront heureux de revenir vers leurs premières amours. 

## Fiche technique
- Titre original : So Long Letty
- Réalisation : Al Christie

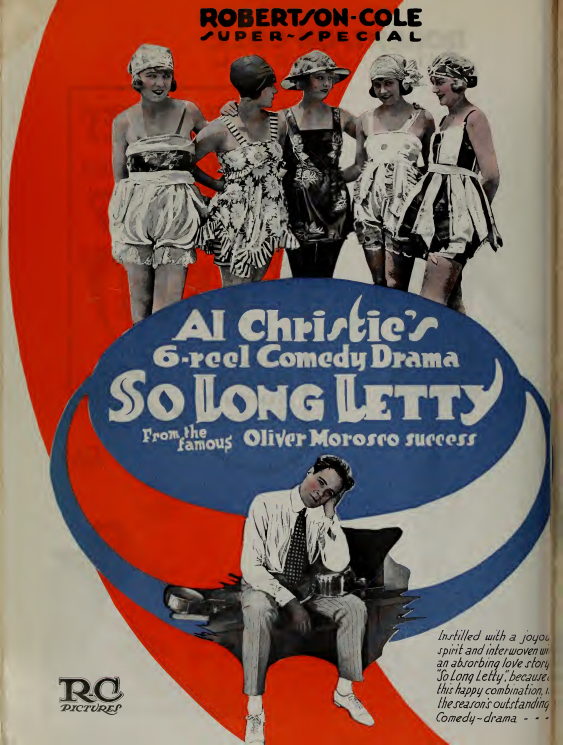
Publicité parue dans Film Daily

- Scénario : Scott Darling, d'après la comédie musicale So Long Letty, livret d'Oliver Morosco et Elmer Harris, musique et lyrics d'Earl Carroll
- Intertitres : Harry Barndollar, E.G. Klein
- Photographie : Anton Nagy, Steve Rounds
- Producteur : Al Christie
- Société de production : Christie Film Company
- Société de distribution : Robertson-Cole Distributing Corporation
- Pays de production :  États-Unis
- Langue originale : anglais américain
- Format : noir et blanc — 35 mm — 1,37:1 — film muet
- Genre : Comédie
- Durée : 6 bobines
- Date de sortie :
  - États-Unis : 17 octobre 1920
- Licence : Domaine public

## Distribution
- T. Roy Barnes : Harry Miller
- Colleen Moore : Grace Miller
- Walter Hiers : Tommy Robbins
- Grace Darmond : Letty Robbins